# Župnija Šmihel

Župnija Šmihel je rimskokatoliška teritorialna župnija dekanije Postojna škofije Koper.

## Sakralni objekti
- župnijska cerkev sv. Mihaela,
- podružnična cerkev sv. Jakoba Narin,
- podružnična cerkev Lurška Mati Božja Mala Pristava.